# Lady Mastermind
Lady Mastermind (Regan Wyngarde) —Lady Mente Maestra en España— es una supervillana del cómic X-Men de Marvel Comics. Fue creada por Chris Claremont y Salvador Larroca. Hizo su debut en X-Treme X-Men # 6, en noviembre de 2001. Es hija del fallecido villano Mente Maestra, y hermana de la villana Mente Maestra II, y la x-men Hada.

## Biografía ficticia

### X-Treme X-Men
Lady Mastermind es una de las dos hijas de Jason Wyngarde, el Mente Maestra original. Ella tiene un odio intenso por su media hermana, Martinique (aunque ella fue la primera en usar el nombre código de su padre). 
Ella estuvo implicada en un complot originalmente creado por Sebastian Shaw para vengarse de Sage y hacerse con el control del bajo mundo de Sídney.
Lady Mastermind la colocó en una serie de ilusiones. Sin embargo, con la ayuda de Lifeguard, Sage fue capaz de romper la ilusión y volverse contra Regan, dejándola en un estado vegetativo.

### X-Men
Regan es uno de los pocos mutantes que conservaron sus poderes sobrehumanos después del Día M. Los X-Men Bala de Cañón y Hombre de Hielo la encontraron en estado de coma, junto con una parcialmente destruida Karima Shapandar. Se dijo que Regan fue víctima de los científicos de la Clínica de Fordyce que estaban tratando de determinar si una persona puede curar su mutación como una enfermedad.
Regan por fin despierta de su coma después de que sus poderes habían sido temporalmente secuestrados por Serafina. Ella se une a los X-Men de Rogue. Poco después, el equipo fue emboscado por las fuerzas de Pandemic que capturó a Rogue y la transportó a un lugar desconocido. Finalmente, Karima Shapandar fue capaz de reiniciar el dispositivo de teletransporte, pero las cosas no salieron exactamente como estaba previsto. Regan fue teletransportada muy alto, en el aire y cayó desde una altura enorme. Por suerte, Hombre de Hielo logró atraparla antes de que cayera al suelo. Mystique, quien fue transportado también por la máquina, no fue tan afortunado como ella, y desapareció. Regan y Hombre de Hielo pronto se reagruparon con Karima Shapandar, y el trío comenzó a buscar a Pandemic. Tras vencerlo, el equipo va a Providence, la isla de Cable para encontrar una cura para Rogue. La isla es atacada por el ser conocido como Hecatomb, obligando a Regan y el resto del equipo a luchar contra el monstruo.

### Merodeadores
Los X-Men son traicionados por Lady Mastermind, quien se revela como parte de los Merodeadores de Mr. Siniestro. Regan posteriormente lucha junto a los otros Merodeadores en contra de Hombre de Hielo y Bala de Cañón, ya que ambas partes tratan de obtener los diarios de Destiny.
Junto con los Merodeadores, Regan viaja a Cooperstown, Alaska para encontrar el bebé mutante mesías y combate a los Purifiers. Más tarde, combate a los X-Men. Ella une fuerzas con Malice y trata de cancelar el factor curativo de Wolverine. Ella es derrotada por Nightcrawler. Cuando los X-Men, X-Factor y Fuerza-X llegan a la Isla Muir, Lady Mastermind intenta lanzar una ilusión para ocultar a los Merodeadores. Sin embargo, Wolverine percibe su olor y la apuñala en el abdomen.

### Hermandad de Mutantes Diabólicas
La nueva Hermandad de Mutantes Diabólicas se acerca a Regan, que se encuentra en un cementerio visitando a su padre. En un primer momento, Regan apunta con su arma a Madelyne Pryor, la líder del equipo. Cuando Madelyne promete resucitar al padre de Regan, Regan une al grupo a pesar de su aversión a su hermana Martinique. Más tarde, en San Francisco, la Hermandad realizar un hechizo que implica a la x-man Psylocke y la fallecida Revanche. Más tarde, cuando la Hermandad ataca a los X-Men, Regan ataca a Emma Frost con una ilusión. Emma luego salvajemente golpea a Regan, llamándola una traidora a su clase. Emma deja el cuerpo golpeado y maltratado de Regan en el suelo, aunque la Hermandad logra rescatarla y escapar.
Tiempo después, la supuesta madre de la x-man Pixie se teletransporta a la Mansión Wyngarde, donde Regan está luchando con Martinique. La supuesta madre de Pixie les dice que la joven es su hermana.
Recientemente Lady Mastermind se alió con Mystique y Sabretooth, en un plan criminal que incluía intentar tomar el control criminal de la isla de Madripoor. No obstante, tras un intento de traición, Lady Mastermind se vuelve contra Mystique. Ambas son derrotadas por los X-Men.

## Poderes
Lady Mastermind posee el poder mutante de proyectar ilusiones muy convincentes y realistas en las mentes de los demás, la misma capacidad de su padre y su hermana Martinique.
Sus ilusiones son hipnóticas, y sus víctimas tienden a aceptarlas como un hecho, incluso cuando las imágenes y situaciones que se enfrentan implican cambios repentinos en el mundo alrededor de ellos.
Los poderes de Regan tienen efectos psicosomáticos, lo que significa que también pueden matar. Ella mató al Lord Criminal Lord Viceroy, con la ilusión de que se estaba ahogando, y creyendo que era real, él se sofocó, a pesar de no tener lesiones físicas y estar en una habitación con suficiente oxígeno. El cuerpo de Lifeguard también respondió de forma similar, sangrando por los poros en la espalda cuando estaba bajo la ilusión de que había sido apuñalada.
Además, sus ilusiones pueden poner enemigos en un estado similar al coma. Esta técnica, combinada con una leve telepatía, la hace rival de telépatas tan poderosos como Emma Frost. La 
Además, a diferencia de su padre, tanto Regan como su media hermana Martinique, crean ilusiones que persisten incluso después de que ella esté inconsciente.

## Otras versiones

### X-Men: El Fin
Regan y su hermana Martinique, forman un dúo a las órdenes de Mr. Siniestro.